# الحبس (الشعب)

تعديل مصدري - تعديل

الحبس محلة تابعة لقرية الشعب، التابعة لعزلة جبل خضراء بمديرية حبيش إحدى مديريات محافظة إب في الجمهورية اليمنية، بلغ تعداد سكانها 77 حسب تعداد اليمن لعام 2004.